# جویبارماهی
جویبارماهی (نام علمی: Rivulus) نام یک سرده از خانواده جویبارماهیان است.